# 프로즌 (2010년 미국 영화)
《프로즌》(영어: Frozen)은 미국에서 제작된 애덤 그린 감독의 2010년 심리 공포 스릴러 영화이다. 숀 애슈모어, 케빈 지거스, 에마 벨 등이 출연하였고, 피터 블록 등이 제작에 참여하였다.
에마 벨은 애덤 그린의 《손도끼 2》(2010)에서 동일한 역을 재차 연기하였다.

## 줄거리
악천후가 예상되어 곧 며칠 운영 중단 예정인 스키장을 찾은 조, 댄, 파커는 야간 스키를 타고 싶어서 스키 리프트를 닫으려는 기사에게 사정하여 체어리프트에 오른다. 이 기사는 사무실에 볼 일이 생겨 자리를 뜨면서 다른 기사에게 리프트 작동을 맡기고 조 일행에 대해 언급한다. 그러나 교체된 이 두 번째 기사는 다른 스키객 무리를 조 일행으로 착각해 도중 리프트 동작을 멈춰버린다.
우연히 정설기(snow groomer) 한 대가 공중에 떠있는 조 일행의 체어리프트 근처까지 오지만 운전자는 이들의 존재를 알아채지 못하고 철수해버린다. 구조될 가능성이 없다고 판단한 댄은 아래로 뛰어내렸다가 양쪽 다리 뼈가 모두 골절되고 만다. 조는 댄을 구하려고 케이블 철사줄을 잡고 지상에 보다 가까운 다른 체어리프트로 이동해보려고 하지만 늑대 떼가 나타나 댄을 잡아먹기 시작한다.
다음 날 아침 조는 다시 케이블 줄에 매달리고 이 시도에서 발생한 진동으로 아직 파커가 앉아있던 체어리프트의 고정 수나사 하나가 헐거워지면서 체어리프트가 한쪽으로 기울어버린다. 날카로운 케이블 줄은 장갑을 낀 조의 손바닥 살을 파고 든다. 조는 다음 체어리프트에 도달하지만 이미 손바닥을 끔찍하게 다친 상태. 조는 손바닥 보호를 위해 스키용 폴을 이용하려고 파커에게 폴을 던져달라고 부탁하는데, 파커는 그만 폴을 바닥에 떨어뜨리고 만다. 조는 그대로 지지 철탑까지 이동해 작업용 사다리를 타고 내려가는 것에 성공한다. 지상에 내려가자마자 조는 늑대 떼에게 공격을 당하지만 마침 곁에 떨어져있던 폴로 공격하여 늑대들을 물리친다. 안심한 조는 파커의 스노보드를 이용해 눈을 타고 내려가고, 늑대들이 그 뒤를 쫓는다.
홀로 남은 파커는 다음 날까지 조가 돌아오지 않자 구조가 없음을 깨닫고 용기를 내 지지 철탑으로 이동하려고 한다. 그러나 파커가 일어서자마자 고정 수나사가 완전히 빠져버리고, 하중을 견디지 못한 케이블 줄이 끊어지면서 파커는 바닥에 떨어져 다리를 다친다. 파커는 눈 위를 기어 내려가다가 내장이 다 파헤쳐진 조를 발견한 뒤 늑대 떼와 마주친다. 그러나 늑대들은 먹고 있던 조의 시체에 다시 집중하고, 도로까지 내려와 정신을 잃은 파커는 지나가던 차에 구조되어 인근 병원에 실려간다.

## 출연
- 숀 애슈모어 - 조 린치 역
- 케빈 지거스 - 댄 워커 역
- 에마 벨 - 파커 오닐 역
- 라일리아 밴더빌트 - 섀넌 역
- 에드 애커먼 - 제이슨 역
- 케인 호더 - 코디 역
- 애덤 그린 - 체어리프트의 남성 1 역

## 기타 제작진
- 공동 제작: 어맨다 에식, 제이슨 리처드 밀러, 마크 워드
- 배역: 낸시 네이어
- 미술: 브라이언 맥브라이언
- 의상: 바버라 넬슨